# Roberto de Nobili
Roberto de Nobili, född i september 1577 i Montepulciano i Italien, död den 16 januari 1656 i Mylapore vid Madras  i Indien var jesuit, Indienmissionär och lingvist.

## Liv och verksamhet
Han inträdde i jesuitorden år 1597 och sändes som missionär till Indien år 1604. Han kom till Goa den 20 maj 1605, och efter ett kort uppehåll i Cochin verkade han från december 1606 i Madurai. Den katolska missionen i Indien var då ett portugisiskt ansvar på grund av padroadosystemet, och det var inte alla missionärer som hade lika stor förståelse för indisk kultur. 
Pater de Nobili önskade att göra kristendomen gångbar i hela samhället (inte bara bland de fattiga lågkastiga som man dittills hade koncentrerat sig på), och började att leva och klä sig som en kristen sannyasin, undvek den direkta kontakten med lågkastig och paria, och studerade sanskrit, tamil och telugu. Han var som det verkar den första europé som behärskade dessa språk. 
Hans projekt var att finna sätt att uttrycka den kristna tron med hjälp av begrepp indierna var bekanta med från hinduistisk filosofi.
Särskilt till följd av att han också i det yttre så starkt anpassade sig till de högkastiga indiernas levnadssätt och umgängesformer blev han anklagad av andra missionärer för att gå för långt. År 1619 måste han försvara sig inför ärkebiskopen av Goa. Han måste avbryta sitt arbete i några år, men då påven Gregorius XV tillät hans metod den 31 januari 1623 med bullan Romanae sedis antistetes, återupptog han arbetet igen. 
Av Nobilis verk bekräftas att han inte försökte uppnå en större syntes mellan kristendom och den religiösa hinduismen.
Nobili hade också ett mycket stort genomslag bland lägre kast, och grundlade en pariamenighet. Men för att inte  riskera sitt arbete bland brahminerna, föreslog han år 1640 att det skulle sändas särskilda präster för de lägre kasten. För honom själv skulle det vara svårt om han döpte en som berört personer från de lägsta kasten. 
De sista åren av sitt liv var pater de Nobili nästan helt blind. År 1648 blev han förflyttad till Jaffna på Ceylon, och senare kom han till Mylapore, där han dog.

## Följder
Bland brahminerna vann Nobili i verkligheten inte så många konvertiter. Däremot blev många andra, både högkastiga- och lågkastiga, indier katoliker, så att det på Madurai-fältet var så många som 40 000 kristna år 1666.
Hans ansträngningar för att ersätta latin på prästseminarierna i Indien med sanskrit lyckades inte.
Omkring 50 år senare utbröt det en strid om anpassningsmetoden (om graden av kulturell anpassning) mellan jesuiter och kapucinerna. Denna indiska ritstrid om de malabariska riterna och Nobilis toleranta praxis slutade med att påven Benedikt XIV förbjöd jesuiternas anpassningsmetoder i bullan  Omnium sollicitudinum den 12 september 1744.

## Litterära verk
Pater de Nobili skrev över 20 religiösa verk på sanskrit, tamil och telugu, men flera av dem blev inte tryckta. De flesta av de manuskript han hade förberett år 1639 gick förlorade då han satt fängslad i Madurai åren 1639-1641. 
Hans viktigaste verk på tamil var en stor katekes i fyra band, och två mindre katekeser. De två sistnämnda översatte han också till telugu. Några andra verk: 
- Gnanopadesam, andlig lära, Ambalacatou, 1673
- Āttuma Nirunayam, om själen, Madras 1889
- Agnāna Nivāranam, mot det okända, Trichinopoly 1891
- Tivviya Mādrigai, den gudomliga förebilden, Pondichéry 1866